# 58 (ban nhạc)
58 là một ban nhạc rock của Mỹ, một dự án phụ có sự tham gia của Nikki Sixx của Mötley Crüe và nhà sản xuất Dave Darling, cha vợ cũ của Sixx. Tên ban nhạc bắt nguồn từ việc cả Sixx và Darling đều sinh năm 1958. Ban nhạc còn có Steve Gibb (con trai của Barry Gibb) chơi guitar và Bucket Baker chơi trống. Ban nhạc tự mô tả mình là sự pha trộn của "glam, hip hop, rock, pop, funk và một vụ tai nạn ô tô."
Họ phát hành một album, Diet for a New America, vào tháng 6 năm 2000 dưới nhãn đĩa Americoma và Beyond Records.
Bản demo gốc cho "1958" được thu âm vào năm 1996. Bản demo được sản xuất bởi Scott Humphrey và trợ lý kỹ sư Brian VanPortfleet. Toàn bộ bản demo 7 ca khúc đã được thu âm và pha trộn trong hai tuần.

## Thành viên
- Steve Gibb - guitar
- Nikki Sixx - bass guitar
- Bucket Baker - trống
- Dave Darling - guitar, giọng hát, sản xuất âm thanh

## Danh sách đĩa nhạc
- Diet for a New America - 2000